# Leszynski命名規則
Leszynski命名規則（レシンスキーめいめいきそく）とは、Microsoft Accessでの開発向けに考案されたハンガリアン記法の変種である。Leszynski Naming Conventionを略してLNCとも表記される。
いわゆるハンガリアン記法の二面性の双方を有し、オブジェクトの命名においてはアプリケーションハンガリアンであるが、フィールド名などの命名においてはシステムハンガリアン的である。

## 概要
LNCは以下の書式で4つの要素より構成される。
[接頭辞]タグ[基本名][接尾辞]
タグ以外は必須ではないが、通常はオブジェクトを区別するために基本名と組み合わせて用いられる（例：tblCustomer）。また、接頭辞とタグは小文字で始め、基本名と接尾辞は大文字で始めるようにキャメルケースを用いる。
LNCには2つのレベルがあり、包括的で習熟が容易なレベル1と、アプリケーション開発を想定したレベル2が定められている。例としてデータベースオブジェクトのタグを以下に示す。
| オブジェクト               | レベル1 | レベル2 |
| -------------------------- | ------- | ------- |
| テーブル                   | tbl     | tbl     |
| テーブル（ルックアップ）   | tbl     | tlkp    |
| クエリ（選択）             | qry     | qry     |
| クエリ（追加）             | qry     | qapp    |
| クエリ（クロス集計）       | qry     | qxtb    |
| クエリ（データ定義）       | qry     | qddl    |
| クエリ（削除）             | qry     | qdel    |
| クエリ（フォームフィルタ） | qry     | qflt    |
| クエリ（ルックアップ）     | qry     | qlkp    |
| クエリ（テーブル作成）     | qry     | qmak    |
| クエリ（パススルー）       | qry     | qspt    |
| クエリ（ユニオン）         | qry     | quni    |
| クエリ（更新）             | qry     | qupd    |
| フォーム                   | frm     | frm     |
| フォーム（ダイアログ）     | frm     | fdlg    |
| フォーム（メニュー）       | frm     | fmnu    |
| フォーム（メッセージ）     | frm     | fmsg    |
| フォーム（サブフォーム）   | frm     | fsub    |
| レポート                   | rpt     | rpt     |
| レポート（サブレポート）   | rpt     | rsub    |
| マクロ                     | mcr     | mcr     |
| マクロ（フォーム用）       | mcr     | mfrm    |
| マクロ（メニュー）         | mcr     | mmnu    |
| マクロ（レポート用）       | mcr     | mrpt    |
| モジュール                 | bas     | bas     |

## その他の要素
| 変数の種類                                       | 接頭辞   |
| ------------------------------------------------ | -------- |
| ローカル変数                                     | （なし） |
| 静的なローカル変数                               | s        |
| モジュールレベルの変数                           | m        |
| フォームまたはレポートモジュールのパブリック変数 | p        |
| 標準モジュールのパブリック変数                   | g        |